# Yttriumfluorid
Yttriumfluorid ist eine chemische Verbindung des Yttriums aus der Gruppe der Fluoride mit der Summenformel YF3.

## Gewinnung und Darstellung
Yttriumfluorid kann durch Reaktion von Fluor mit Yttriumoxid oder aus Yttriumhydroxid und Flusssäure dargestellt werden.
{\displaystyle \mathrm {Y(OH)_{3}+3\ HF\longrightarrow YF_{3}+3\ H_{2}O} }

## Eigenschaften
Yttriumfluorid hat einen Brechungsindex von 1,51 bei 500 nm und ist im Bereich von 193 nm bis 14.000 nm (also vom UV- bis IR-Bereich) transparent.
Durch Reduktion mit Calcium kann aus Yttriumfluorid reines Yttrium gewonnen werden.
Yttriumfluorid kristallisiert im orthorhombischen Kristallsystem, Raumgruppe Pnma (Raumgruppen-Nr. 62), mit den Gitterparametern a = 6,3537 Å, b = 6,8545 Å, c = 4,3953 Å. Dabei ist Yttrium neunfach koordiniert von Fluoratomen.

## Verwendung
Es wird als Ausgangsstoff zur Herstellung von reinem Yttrium oder anderen Yttriumverbindungen, sowie als Material für Dünnschichten, Gläsern und keramische Materialien verwendet.

## Andere Yttriumfluoride
Die Verbindungen Yttrium(I)-fluorid, YF (CAS-Nummer: 13981-88-9) und Yttrium(II)-fluorid, YF2 (CAS-Nummer: 13981-89-0) sind äußerst instabil und nur in der Gasphase bekannt.